# Łysa Kleszczowska
Łysa Kleszczowska – skała w Lesie Zabierzowskim w obrębie miejscowości Kleszczów w województwie małopolskim, w powiecie krakowskim, w gminie Zabierzów. Las ten znajduje się na Garbie Tenczyńskim będącym jednym z mezoregionów Wyżyny Krakowsko-Częstochowskiej.
Łysa Kleszczowska to zbudowana z wapienia skalistego ściana o wysokości 16 m. Jest obiektem wspinaczki skalnej. W 2015 r. jest na niej 11 dróg wspinaczkowych o trudności od IV.1+ do VI.1+ w skali Kurtyki oraz 1 projekt. Niemal wszystkie drogi mają zamontowane punkty asekuracyjne: ringi (r) i stanowiska zjazdowe (st). Ściana ma wystawę północną i jest pionowa lub przewieszona.

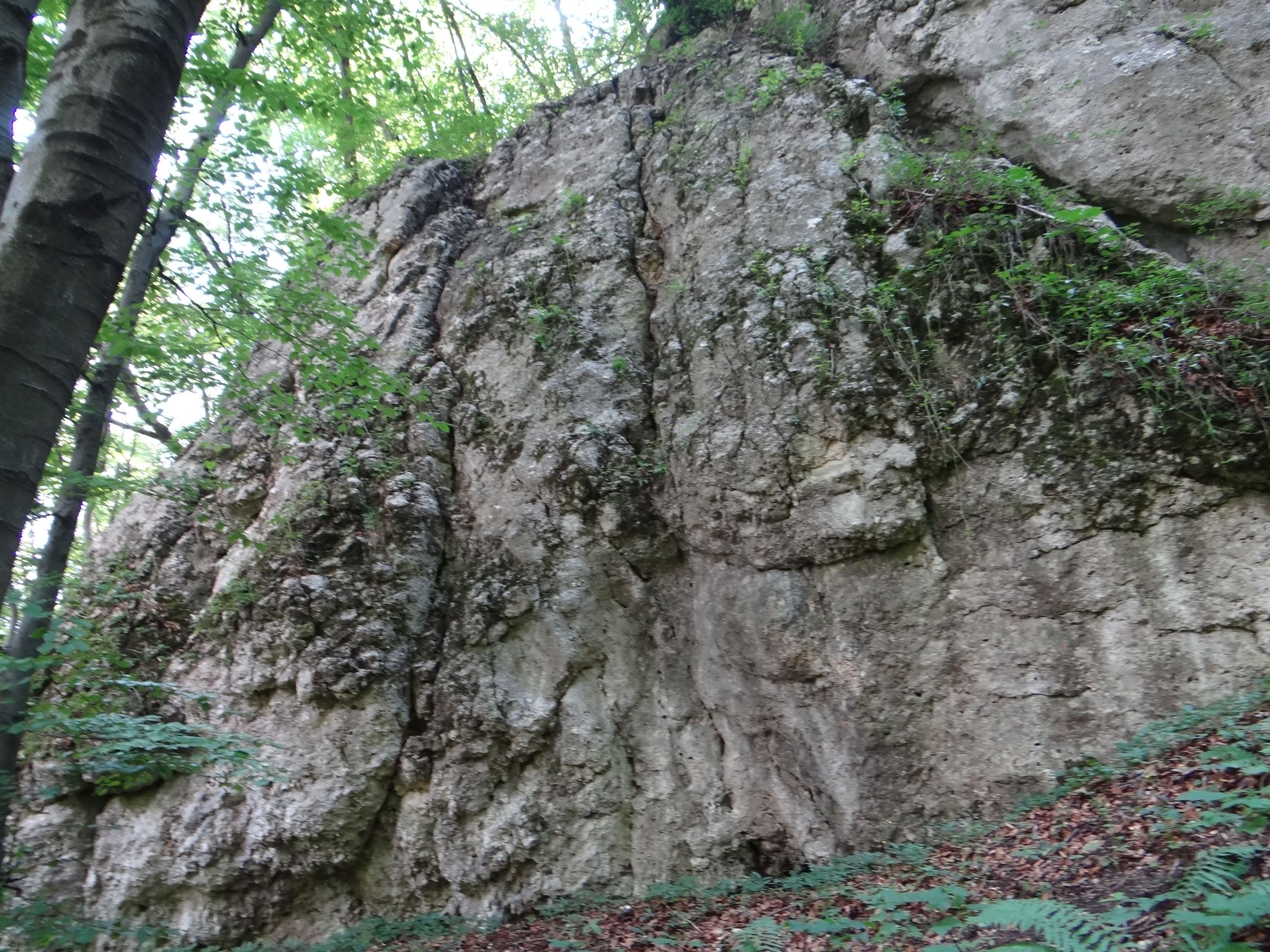
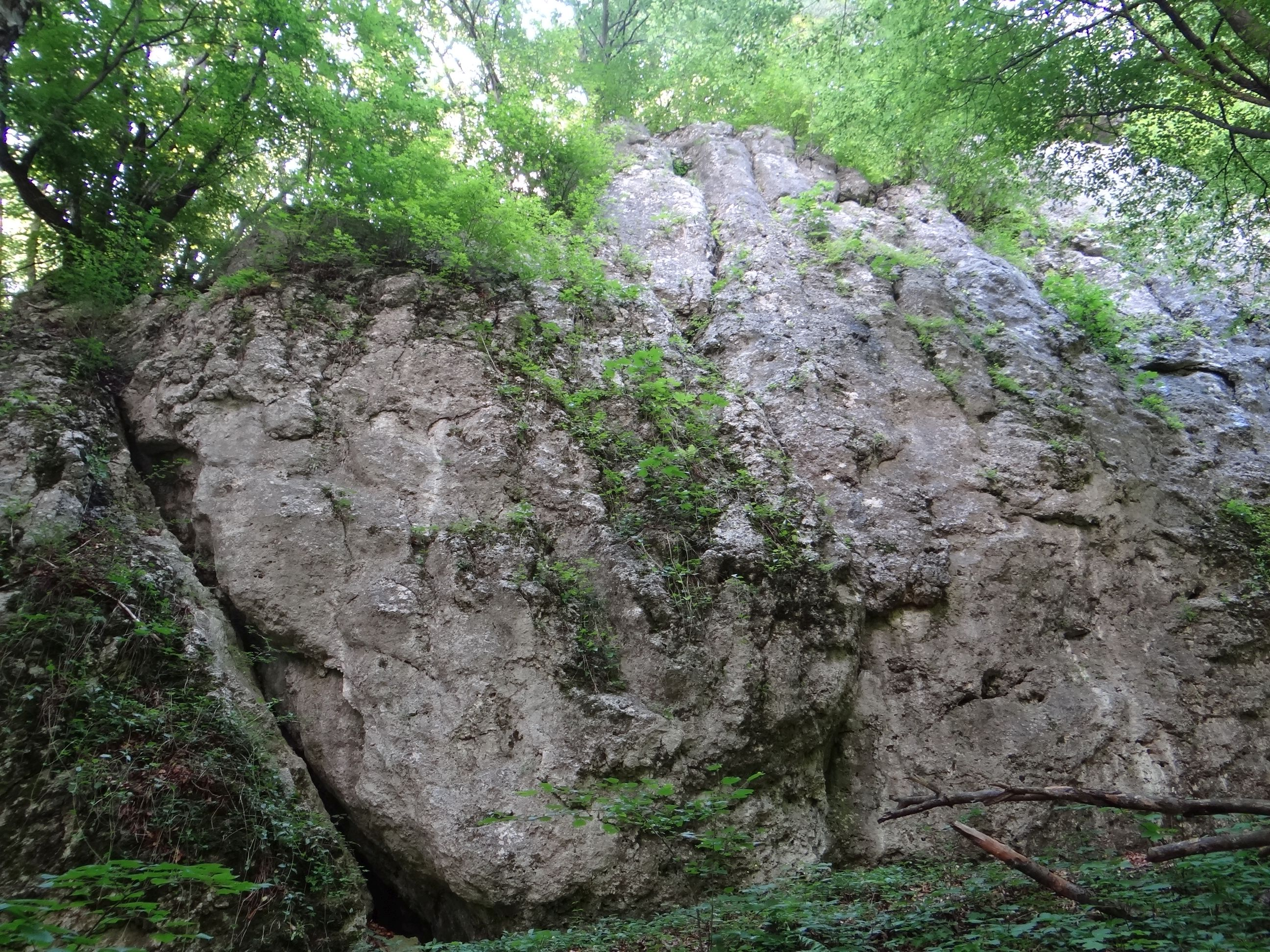
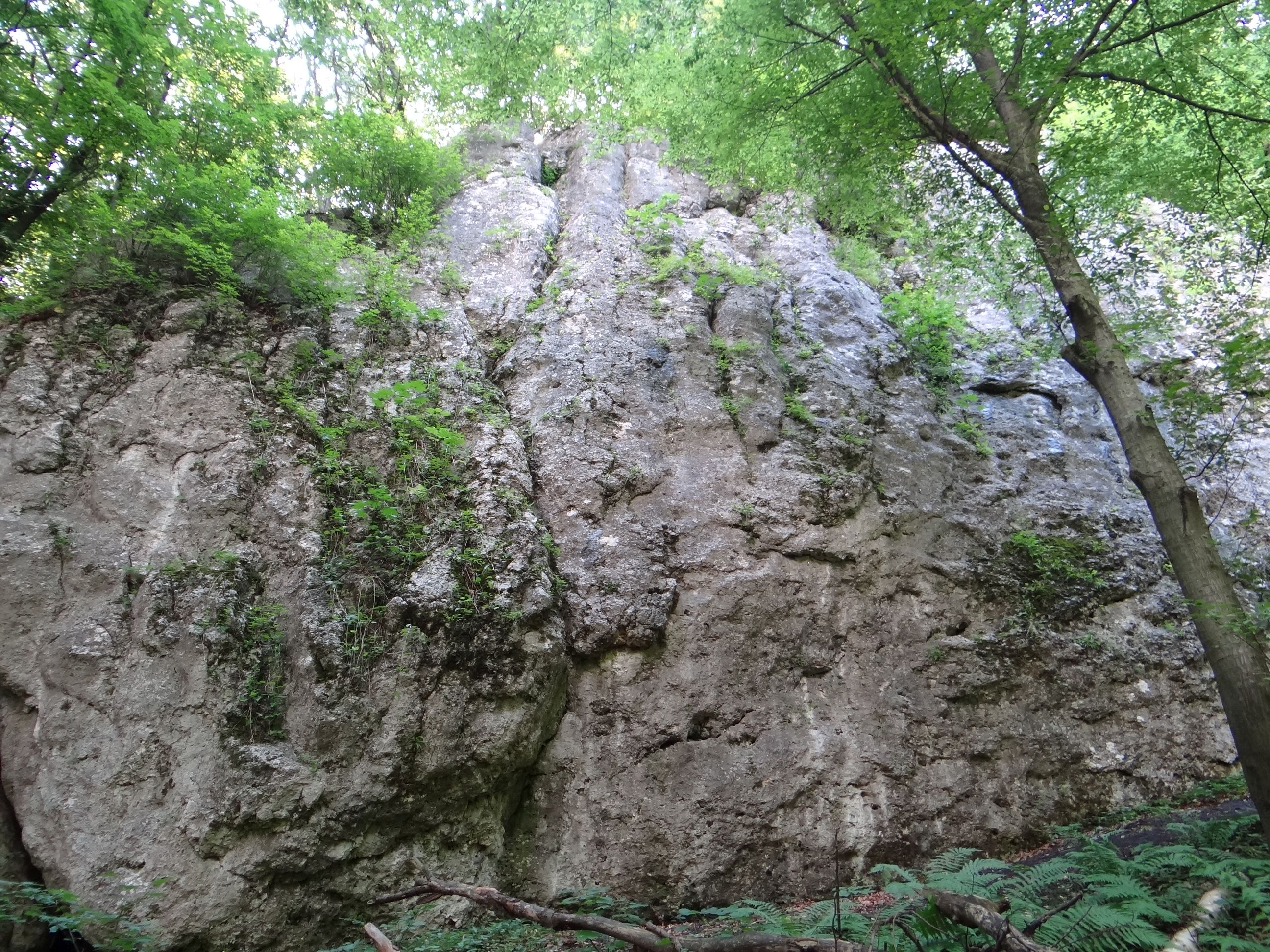
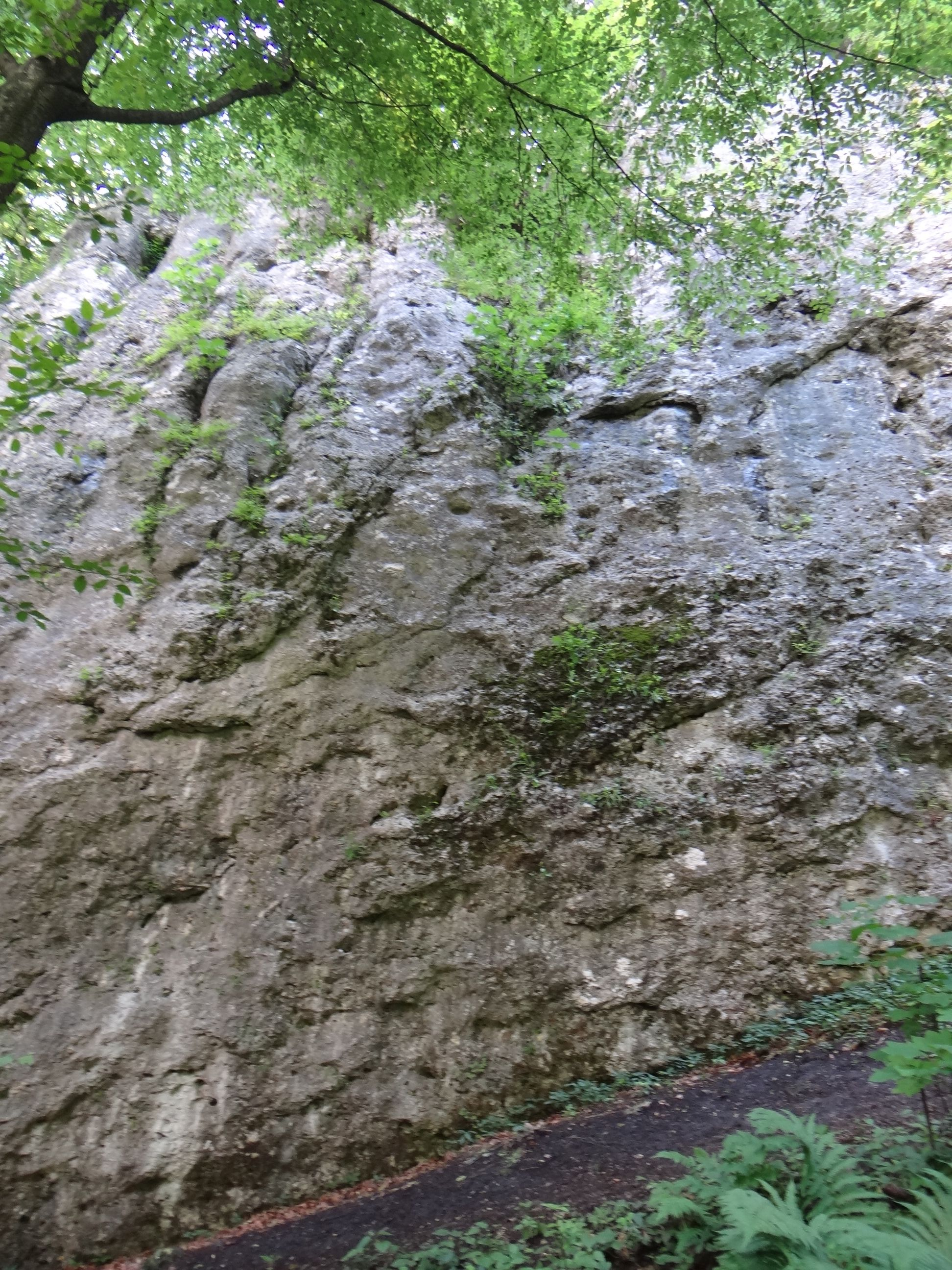
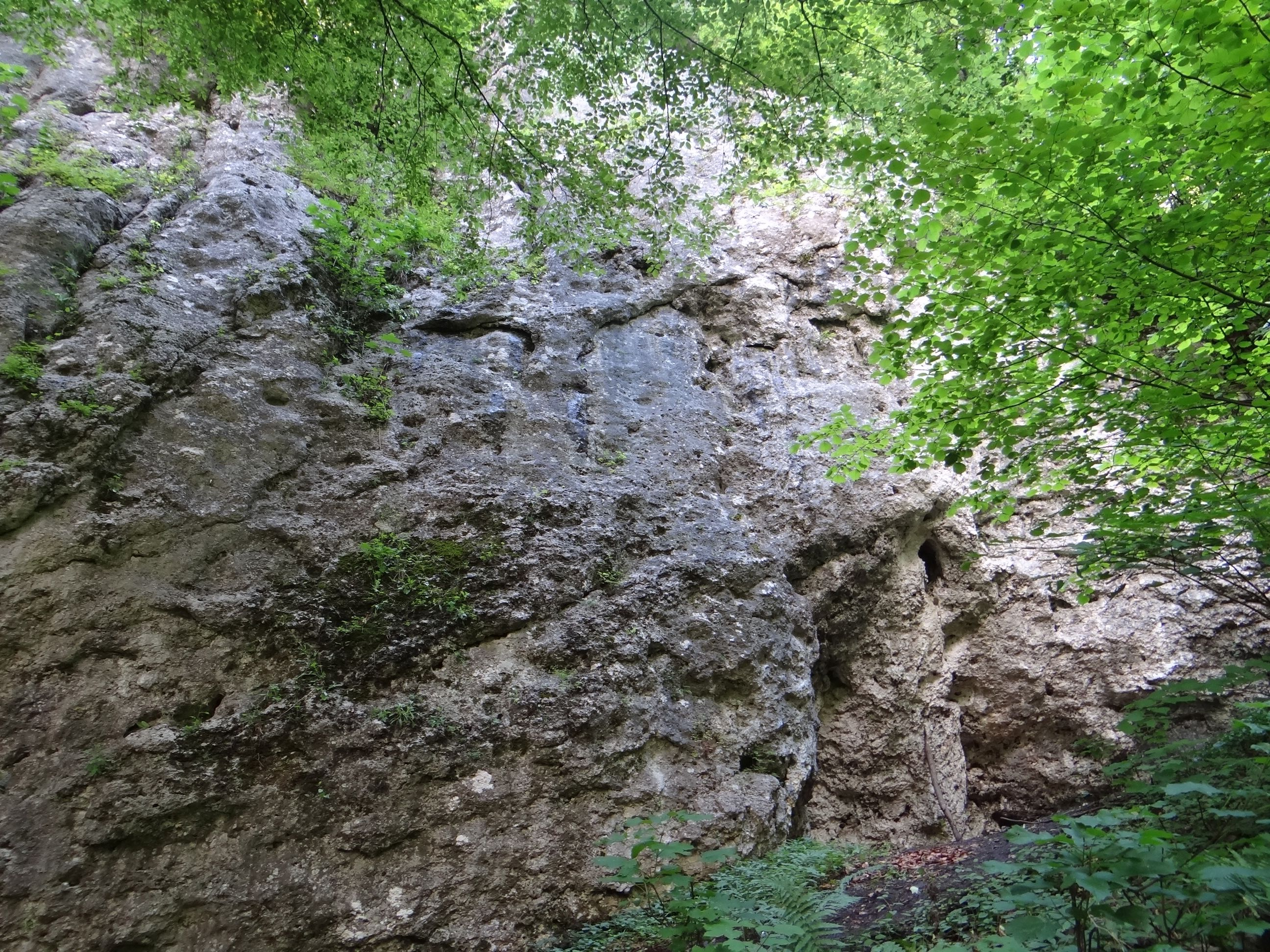
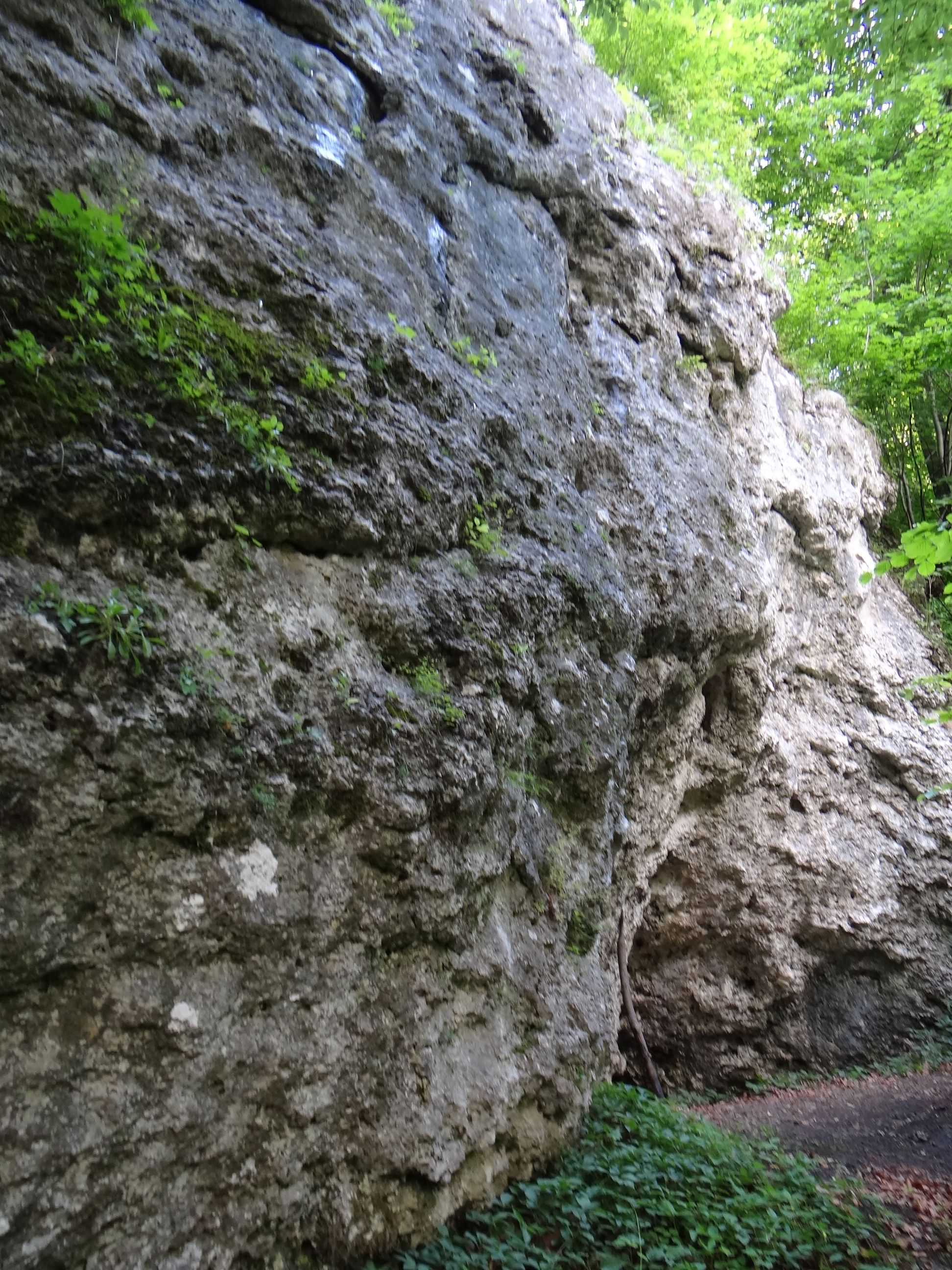

## Drogi wspinaczkowe
1. Projekt; st
2. Klerysa; IV+, st
3. Alfa Romeo i Julia; V+, 5r + st
4. Honorowy krwiobiorca; VI+, 4r + st
5. Kwękania; V+, 3r + st
6. Dynamika socjalizacji intymności; VI, 6r + st
7. Krety na Krecie; VI.I, 6r + st
8. Spory dach na Sporadach; VI.1+., 6r + st
9. Cykady na Cykladach; VI.1, 7r + st
10. Łabus D.E.I.; VI.1, 6r + st
11. Łabus D.E.I. wprost; VI1+, 7r + st
12. Król niedoczasu; VI.1+, 8r + st[4].